# سلامة البيانات
سلامة البيانات أو صحة البيانات (بالإنجليزية:  Data integrity)‏ تشير إلى صيانة وضمان دِقَّة البيانات عبر إدارة المعلومات، وهي جانب أساسي في تصميم وتنفيذ واستخدام أي نظام يخزن أو يعالج أو يسترد البيانات. مصطلح سلامة البيانات له مجالات واسعة ويمكن أن تسمى بأسماء مختلفة حسب السياق وبنفس المنظور العام للحوسبة، سلامة البيانات هي عكس تلف البيانات والذي هو شكل من أشكال فقدان البيانات.

## أنواع السلامة
- السلامة الفيزيائية

تتعلق السلامة الفيزيائية مع التحديات المرتبطة بالتخزين والنقل الصحيح للبيانات، من التحديات الفيزيائية مثال الأخطاء الكهروميكانيكا, خطأ في تصميم جهاز التخزين، الكلال في المواد، التآكل، انقطاع التيار الكهربائي، الكوارث الطبيعية، مشكلات الحرب والإرهاب، والمخاطر البيئية الأخرى مثل الإشعاع الأيوني، الحرارة الزائدة، الضغط و قوة جي. يوجد طرق لضمانة سلامة القطع مثل زيادة أو تعدد العتاد، مزود الطاقة اللامنقطعة، تحتوي على رقاقات معينة ريد، رقاقات تقسية ضد الإشعاع، مشاركة نظام ملفات على عدةِ خَوَادِمٍ، استخدام ذاكرة تصحيح الأخطاء.
إذا كانت التغييرات هي نتيجة الوصول غير المصرح به، قد يكون أيضا فشل أمن في البيانات. سلامة البيانات يحتوي على مبادئ توجيهية للاحتفاظ بها في قاعدة البيانات، تحديد أو ضمان طول الفترة الزمنية الممكنة للاحتفاظ بالبيانات في قاعدة بيانات معينة تفيد في معرفة ما يمكن القيام به مع قيم البيانات عند انتهاء صلاحيتها، وباستمرار وبشكل روتيني تطبق هذه القواعد على جميع البيانات التي تدخل النظام، وأي تباطؤ في التنفيذ قد يسبب أخطاء في النظام والتطبيق الصارم في تطبيق القواعد يتسبب في حدوث أقل ما يمكن من معدلات الخطأ وتتبع الأخطاء واستكشافها وإصلاحها في الوقت المناسب.
- سلامة البيانات

وتتضمن أيضا تحديد العلاقات بين حزم من البيانات وقد تكون مرتبطة بحزم أخرى من البيانات مثل العملاء هو سجل يسمح الربط بشراء المنتجات ولكن ليس له علاقة ببيانات أصول الشركة.

## أنواع قيود التكامل
يتم فرض سلامة البيانات عادة في نظام قاعدة بيانات من خلال سلسلة من قيود السلامة، ثلاثة أنواع من قيود النزاهة هي جزء لا يتجزأ من نموذج البيانات العلائقية، وهي سلامة الكيان، التكامل المرجعي، وسلامة المجال.
- سلامة الكيان وهي تتعلق بالمفتاح الأساسي، وقاعدة النزاهة التي تنص على أنه يجب أن يكون كل عمود مفتاح أساسي وينبغي أن يكون المفتاح الأساسي فريد من نوعه وغير فارغة.
- التكامل المرجعي وهو يتعلق بمفهوم المفتاح الأجنبي وهو أحد المفاهيم الهامة في نظم إدارة قواعد البيانات. يضمن تحقيق التكامل المرجعي ان تظل العلاقات بين الجداول متناغمة ومتكاملة. فعندما يحتوي الجدول على مفتاح أجنبي (حقل من جدول آخر)، فإن مفهوم التكامل المرجعي يعني أنك لن تستطيع إنشاء تسجيلة جديدة في الجدول الذي يحتوي على هذا المفتاح الأجنبي إلا إذا كانت هناك تسجيلة مقابلة في الجدول المرتبط.

مثال : لا يمكننا إنشاء تسجيلة جديدة (تحتوي معرف المستعير) في جدول الاستعارات إلا إذا كانت هناك تسجيلة مقابلة في جدول المستعيرين. ويرتبط بهذا المفهوم أساليب مثل تتالي التحديث cascading update وتتالي الحذف cascading delete والتي تضمن أن التغييرات في الجدول المرتبط سوف تنعكس على الجدول الرئيسي. فعند حذف تسجيلة المستعير (من جدول المستعيرين)، سوف يتم تلقائيا حذف جميع التسجيلات الخاصة بهذا المستعير من جدول الاستعارات. ولكن عليك أن تفكر ألف مرة قبل أن تحذف تسجيلات من قاعدة البيانات. وتوجد طرق أخرى لأرشفة التسجيلات المحذوفة نظرا لاحتمالات الرجوع إليها مستقبلا.